# عین بودینار
عین بودینار (به عربی: عين بودينار) یک شهرداری در الجزایر است که در ناحیه خیرالدین واقع شده‌است.
 عین بودینار  ۵٬۲۴۱ نفر جمعیت دارد.